# Ana Roșianu
Ana Maria Roșianu (* 14. September 1993 in Râmnicu Vâlcea) ist eine rumänische Sprinterin, die sich auf den 100-Meter-Lauf spezialisiert hat.

## Sportliche Laufbahn
Erste Erfahrungen bei internationalen Meisterschaften sammelte Ana Roșianu im Jahr 2009, als sie bei den Jugendweltmeisterschaften in Brixen mit 12,29 s im Halbfinale im 100-Meter-Lauf ausschied und mit der rumänischen Sprintstaffel (1000 m) in 2:09,25 min die Bronzemedaille gewann. Im Jahr darauf nahm sie an den erstmals ausgetragenen Olympischen Jugendspielen in Singapur teil und wurde dort in 12,53 s Zweite im C-Finale über 100 m. 2011 schied sie bei den Junioreneuropameisterschaften in Tallinn mit 12,21 s in der ersten Runde aus und auch bei den Juniorenweltmeisterschaften 2012 in Barcelona kam sie mit 12,20 s nicht über die Vorrunde hinaus. 2013 scheiterte sie bei den U23-Europameisterschaften in Tampere mit 11,87 s im Vorlauf über 100 m und anschließend gewann sie in 11,90 s die Bronzemedaille bei den Balkan-Meisterschaften in Stara Sagora und belegte dort in 46,95 s den siebten Platz mit der rumänischen 4-mal-100-Meter-Staffel. Im Jahr darauf wurde sie in 7,51 s Vierte im 60-Meter-Lauf bei den Balkan-Hallenmeisterschaften in Istanbul und Ende Juli gewann sie in 45,54 s die Silbermedaille mit der Staffel bei den Balkan-Meisterschaften im heimischen Pitești. 2015 wurde sie in 7,52 s erneut Vierte bei den Balkan-Hallenmeisterschaften in Istanbul und gewann bei den Balkan-Meisterschaften in Pitești in 45,74 s erneut die Silbermedaille. 2016 gelangte sie bei den Balkan-Hallenmeisterschaften mit 7,64 s ein weiteres Mal auf Rang vier und auch bei den Balkan-Meisterschaften 2017 in Novi Pazar wurde sie in 12,07 s Vierter, während sie in 46,45 s die Silbermedaille mit der Staffel gewann. Auch 2018 gewann sie bei den Balkan-Meisterschaften in Stara Sagora in 45,55 s die Silbermedaille im Staffelbewerb.
2020 siegte sie in 46,11 s mit der 4-mal-100-Meter-Staffel bei den Balkan-Meisterschaften im heimischen Cluj-Napoca und im Jahr darauf gewann sie bei den Balkan-Meisterschaften in Smederevo in 45,82 s die Bronzemedaille mit der Staffel und schied über 100 m mit 12,11 s im Vorlauf aus.
In den Jahren von 2011 bis 2013 wurde Roșianu rumänische Meisterin in der 4-mal-100-Meter-Staffel.

## Persönliche Bestzeiten
- 100 Meter: 11,70 s (+0,7 m/s), 28. Juni 2013 in Bukarest
  - 60 Meter (Halle): 7,45 s, 31. Januar 2015 in Bukarest
- 200 Meter: 24,94 s (+0,5 m/s), 3. Juni 2012 in Bukarest
  - 200 Meter (Halle): 25,96 s, 4. Februar 2012 in Bukarest